# Ceratizit Challenge by La Vuelta 2021
Ceratizit Challenge by La Vuelta 2021 var den 7. udgave af det spanske etapeløb Madrid Challenge by La Vuelta. Det blev afviklet i Galicien over fire etaper fra 2. til 5. september 2021. For første gang i løbets historie var der fire etaper, ligesom 2. etape var en bjergenkeltstart. De tre første etaper havde start ved et skiresort på bjerget Cabeza de Manzaneda.

## Etaperne
| Etape    | Dato    | Start – Mål                                            | type             | Afstand (km) | Etapevinder          | Førende rytter       |
| -------- | ------- | ------------------------------------------------------ | ---------------- | ------------ | -------------------- | -------------------- |
| 1. etape | 2. sep. | Manzaneda ski resort – Manzaneda ski resort            | kuperet etape    | 118,7        | Marlen Reusser       | Marlen Reusser       |
| 2. etape | 3. sep. | Manzaneda ski resort – Manzaneda ski resort            | bjergenkeltstart | 7,3          | Annemiek van Vleuten | Marlen Reusser       |
| 3. etape | 4. sep. | Manzaneda ski resort – Pereiro de Aguiar               | bjergetape       | 107,9        | Annemiek van Vleuten | Annemiek van Vleuten |
| 4. etape | 5. sep. | As Pontes de García Rodríguez – Santiago de Compostela | flad etape       | 107,4        | Lotte Kopecky        | Annemiek van Vleuten |

### 1. etape
| Manzaneda ski resort - Manzaneda ski resort | kuperet etape | (118,7 km) |

| \| Etaperesultat \| Etaperesultat \| Etaperesultat \| Etaperesultat \| Etaperesultat \| \| Rytter \| Rytter \| Hold \| Tid \| \| \| ------------- \| -------------------- \| ---------------------------------- \| ------------- \| ------------- \| \| 1. \| Marlen Reusser \| Alé BTC Ljubljana \| 3t 07' 46" \| \| \| 2. \| Coryn Rivera \| Team DSM \| + 22" \| \| \| 3. \| Elise Chabbey \| Canyon-SRAM Racing \| + 22" \| \| \| 4. \| Pauliena Rooijakkers \| Liv Racing \| + 22" \| \| \| 5. \| Elisa Balsamo \| Valcar-Travel & Service \| + 1' 48" \| \| \| 6. \| Anna Henderson \| Jumbo-Visma Women Team \| + 1' 48" \| \| \| 7. \| Lotte Kopecky \| Liv Racing \| + 1' 48" \| \| \| 8. \| Alison Jackson \| Liv Racing \| + 1' 48" \| \| \| 9. \| Marie Le Net \| FDJ-Nouvelle Aquitaine-Futuroscope \| + 1' 48" \| \| \| 10. \| Floortje Mackaij \| Team DSM \| + 1' 48" \| \| |                      |                                    |            |
| |                      |                                    |            |
| Kilde: ProCyclingStats |                      |                                    |            |
| Etaperesultat |                      |                                    |            |
| Rytter | Rytter               | Hold                               | Tid        |
| 1. | Marlen Reusser       | Alé BTC Ljubljana                  | 3t 07' 46" |
| 2. | Coryn Rivera         | Team DSM                           | + 22"      |
| 3. | Elise Chabbey        | Canyon-SRAM Racing                 | + 22"      |
| 4. | Pauliena Rooijakkers | Liv Racing                         | + 22"      |
| 5. | Elisa Balsamo        | Valcar-Travel & Service            | + 1' 48"   |
| 6. | Anna Henderson       | Jumbo-Visma Women Team             | + 1' 48"   |
| 7. | Lotte Kopecky        | Liv Racing                         | + 1' 48"   |
| 8. | Alison Jackson       | Liv Racing                         | + 1' 48"   |
| 9. | Marie Le Net         | FDJ-Nouvelle Aquitaine-Futuroscope | + 1' 48"   |
| 10. | Floortje Mackaij     | Team DSM                           | + 1' 48"   |

| \| Samlede stilling \| Samlede stilling \| Samlede stilling \| Samlede stilling \| Samlede stilling \| \| Rytter \| Rytter \| Hold \| Tid \| \| \| ---------------- \| -------------------- \| ---------------------------------- \| ---------------- \| ---------------- \| \| 1. \| Marlen Reusser \| Alé BTC Ljubljana \| 3t 07' 36" \| \| \| 2. \| Coryn Rivera \| Team DSM \| + 26" \| \| \| 3. \| Elise Chabbey \| Canyon-SRAM Racing \| + 28" \| \| \| 4. \| Pauliena Rooijakkers \| Liv Racing \| + 32" \| \| \| 5. \| Elisa Balsamo \| Valcar-Travel & Service \| + 1' 58" \| \| \| 6. \| Anna Henderson \| Jumbo-Visma Women Team \| + 1' 58" \| \| \| 7. \| Lotte Kopecky \| Liv Racing \| + 1' 58" \| \| \| 8. \| Alison Jackson \| Liv Racing \| + 1' 58" \| \| \| 9. \| Marie Le Net \| FDJ-Nouvelle Aquitaine-Futuroscope \| + 1' 58" \| \| \| 10. \| Floortje Mackaij \| Team DSM \| + 1' 58" \| \| |                      |                                    |            |
| |                      |                                    |            |
| Kilde: ProCyclingStats |                      |                                    |            |
| Samlede stilling |                      |                                    |            |
| Rytter | Rytter               | Hold                               | Tid        |
| 1. | Marlen Reusser       | Alé BTC Ljubljana                  | 3t 07' 36" |
| 2. | Coryn Rivera         | Team DSM                           | + 26"      |
| 3. | Elise Chabbey        | Canyon-SRAM Racing                 | + 28"      |
| 4. | Pauliena Rooijakkers | Liv Racing                         | + 32"      |
| 5. | Elisa Balsamo        | Valcar-Travel & Service            | + 1' 58"   |
| 6. | Anna Henderson       | Jumbo-Visma Women Team             | + 1' 58"   |
| 7. | Lotte Kopecky        | Liv Racing                         | + 1' 58"   |
| 8. | Alison Jackson       | Liv Racing                         | + 1' 58"   |
| 9. | Marie Le Net         | FDJ-Nouvelle Aquitaine-Futuroscope | + 1' 58"   |
| 10. | Floortje Mackaij     | Team DSM                           | + 1' 58"   |

### 2. etape
| Manzaneda ski resort - Manzaneda ski resort | bjergenkeltstart | (7,3 km) |

| \| Etaperesultat \| Etaperesultat \| Etaperesultat \| Etaperesultat \| Etaperesultat \| \| Rytter \| Rytter \| Hold \| Tid \| \| \| ------------- \| -------------------- \| ---------------------------------- \| ------------- \| ------------- \| \| 1. \| Annemiek van Vleuten \| Movistar Team \| 19' 08" \| \| \| 2. \| Marlen Reusser \| Alé BTC Ljubljana \| + 20" \| \| \| 3. \| Marta Cavalli \| FDJ-Nouvelle Aquitaine-Futuroscope \| + 28" \| \| \| 4. \| Kristen Faulkner \| Tibco-Silicon Valley Bank \| + 48" \| \| \| 5. \| Leah Thomas \| Movistar Team \| + 59" \| \| \| 6. \| Juliette Labous \| Team DSM \| + 1' 00" \| \| \| 7. \| Liane Lippert \| Team DSM \| + 1' 15" \| \| \| 8. \| Katarzyna Niewiadoma \| Canyon-SRAM Racing \| + 1' 20" \| \| \| 9. \| Urška Žigart \| Team BikeExchange \| + 1' 23" \| \| \| 10. \| Pauliena Rooijakkers \| Liv Racing \| + 1' 24" \| \| |                      |                                    |          |
| |                      |                                    |          |
| Kilde: ProCyclingStats |                      |                                    |          |
| Etaperesultat |                      |                                    |          |
| Rytter | Rytter               | Hold                               | Tid      |
| 1. | Annemiek van Vleuten | Movistar Team                      | 19' 08"  |
| 2. | Marlen Reusser       | Alé BTC Ljubljana                  | + 20"    |
| 3. | Marta Cavalli        | FDJ-Nouvelle Aquitaine-Futuroscope | + 28"    |
| 4. | Kristen Faulkner     | Tibco-Silicon Valley Bank          | + 48"    |
| 5. | Leah Thomas          | Movistar Team                      | + 59"    |
| 6. | Juliette Labous      | Team DSM                           | + 1' 00" |
| 7. | Liane Lippert        | Team DSM                           | + 1' 15" |
| 8. | Katarzyna Niewiadoma | Canyon-SRAM Racing                 | + 1' 20" |
| 9. | Urška Žigart         | Team BikeExchange                  | + 1' 23" |
| 10. | Pauliena Rooijakkers | Liv Racing                         | + 1' 24" |

| \| Samlede stilling \| Samlede stilling \| Samlede stilling \| Samlede stilling \| Samlede stilling \| \| Rytter \| Rytter \| Hold \| Tid \| \| \| ---------------- \| -------------------- \| ---------------------------------- \| ---------------- \| ---------------- \| \| 1. \| Marlen Reusser \| Alé BTC Ljubljana \| 3t 27' 03" \| \| \| 2. \| Pauliena Rooijakkers \| Liv Racing \| + 1' 36" \| \| \| 3. \| Annemiek van Vleuten \| Movistar Team \| + 1' 39" \| \| \| 4. \| Coryn Rivera \| Team DSM \| + 1' 45" \| \| \| 5. \| Elise Chabbey \| Canyon-SRAM Racing \| + 1' 48" \| \| \| 6. \| Marta Cavalli \| FDJ-Nouvelle Aquitaine-Futuroscope \| + 2' 06" \| \| \| 7. \| Kristen Faulkner \| Tibco-Silicon Valley Bank \| + 2' 26" \| \| \| 8. \| Leah Thomas \| Movistar Team \| + 2' 37" \| \| \| 9. \| Juliette Labous \| Team DSM \| + 2' 38" \| \| \| 10. \| Liane Lippert \| Team DSM \| + 2' 54" \| \| |                      |                                    |            |
| |                      |                                    |            |
| Kilde: ProCyclingStats |                      |                                    |            |
| Samlede stilling |                      |                                    |            |
| Rytter | Rytter               | Hold                               | Tid        |
| 1. | Marlen Reusser       | Alé BTC Ljubljana                  | 3t 27' 03" |
| 2. | Pauliena Rooijakkers | Liv Racing                         | + 1' 36"   |
| 3. | Annemiek van Vleuten | Movistar Team                      | + 1' 39"   |
| 4. | Coryn Rivera         | Team DSM                           | + 1' 45"   |
| 5. | Elise Chabbey        | Canyon-SRAM Racing                 | + 1' 48"   |
| 6. | Marta Cavalli        | FDJ-Nouvelle Aquitaine-Futuroscope | + 2' 06"   |
| 7. | Kristen Faulkner     | Tibco-Silicon Valley Bank          | + 2' 26"   |
| 8. | Leah Thomas          | Movistar Team                      | + 2' 37"   |
| 9. | Juliette Labous      | Team DSM                           | + 2' 38"   |
| 10. | Liane Lippert        | Team DSM                           | + 2' 54"   |

### 3. etape
| Manzaneda ski resort - Pereiro de Aguiar | bjergetape | (107,9 km) |

| \| Etaperesultat \| Etaperesultat \| Etaperesultat \| Etaperesultat \| Etaperesultat \| \| Rytter \| Rytter \| Hold \| Tid \| \| \| ------------- \| -------------------- \| ---------------------------------- \| ------------- \| ------------- \| \| 1. \| Annemiek van Vleuten \| Movistar Team \| 2t 41' 53" \| \| \| 2. \| Liane Lippert \| Team DSM \| + 2' 48" \| \| \| 3. \| Katarzyna Niewiadoma \| Canyon-SRAM Racing \| + 2' 48" \| \| \| 4. \| Elisa Longo Borghini \| Trek-Segafredo \| + 2' 51" \| \| \| 5. \| Floortje Mackaij \| Team DSM \| + 2' 55" \| \| \| 6. \| Blanka Kata Vas \| SD Worx \| + 3' 01" \| \| \| 7. \| Elise Chabbey \| Canyon-SRAM Racing \| + 3' 01" \| \| \| 8. \| Marta Cavalli \| FDJ-Nouvelle Aquitaine-Futuroscope \| + 3' 01" \| \| \| 9. \| Marlen Reusser \| Alé BTC Ljubljana \| + 3' 03" \| \| \| 10. \| Elisa Balsamo \| Valcar-Travel & Service \| + 7' 13" \| \| |                      |                                    |            |
| |                      |                                    |            |
| Kilde: ProCyclingStats |                      |                                    |            |
| Etaperesultat |                      |                                    |            |
| Rytter | Rytter               | Hold                               | Tid        |
| 1. | Annemiek van Vleuten | Movistar Team                      | 2t 41' 53" |
| 2. | Liane Lippert        | Team DSM                           | + 2' 48"   |
| 3. | Katarzyna Niewiadoma | Canyon-SRAM Racing                 | + 2' 48"   |
| 4. | Elisa Longo Borghini | Trek-Segafredo                     | + 2' 51"   |
| 5. | Floortje Mackaij     | Team DSM                           | + 2' 55"   |
| 6. | Blanka Kata Vas      | SD Worx                            | + 3' 01"   |
| 7. | Elise Chabbey        | Canyon-SRAM Racing                 | + 3' 01"   |
| 8. | Marta Cavalli        | FDJ-Nouvelle Aquitaine-Futuroscope | + 3' 01"   |
| 9. | Marlen Reusser       | Alé BTC Ljubljana                  | + 3' 03"   |
| 10. | Elisa Balsamo        | Valcar-Travel & Service            | + 7' 13"   |

| \| Samlede stilling \| Samlede stilling \| Samlede stilling \| Samlede stilling \| Samlede stilling \| \| Rytter \| Rytter \| Hold \| Tid \| \| \| ---------------- \| -------------------- \| ---------------------------------- \| ---------------- \| ---------------- \| \| 1. \| Annemiek van Vleuten \| Movistar Team \| 6t 10' 25" \| \| \| 2. \| Marlen Reusser \| Alé BTC Ljubljana \| + 1' 34" \| \| \| 3. \| Elise Chabbey \| Canyon-SRAM Racing \| + 3' 20" \| \| \| 4. \| Marta Cavalli \| FDJ-Nouvelle Aquitaine-Futuroscope \| + 3' 38" \| \| \| 5. \| Liane Lippert \| Team DSM \| + 4' 07" \| \| \| 6. \| Katarzyna Niewiadoma \| Canyon-SRAM Racing \| + 4' 14" \| \| \| 7. \| Elisa Longo Borghini \| Trek-Segafredo \| + 4' 35" \| \| \| 8. \| Floortje Mackaij \| Team DSM \| + 4' 46" \| \| \| 9. \| Blanka Kata Vas \| SD Worx \| + 5' 07" \| \| \| 10. \| Pauliena Rooijakkers \| Liv Racing \| + 7' 30" \| \| |                      |                                    |            |
| |                      |                                    |            |
| Kilde: ProCyclingStats |                      |                                    |            |
| Samlede stilling |                      |                                    |            |
| Rytter | Rytter               | Hold                               | Tid        |
| 1. | Annemiek van Vleuten | Movistar Team                      | 6t 10' 25" |
| 2. | Marlen Reusser       | Alé BTC Ljubljana                  | + 1' 34"   |
| 3. | Elise Chabbey        | Canyon-SRAM Racing                 | + 3' 20"   |
| 4. | Marta Cavalli        | FDJ-Nouvelle Aquitaine-Futuroscope | + 3' 38"   |
| 5. | Liane Lippert        | Team DSM                           | + 4' 07"   |
| 6. | Katarzyna Niewiadoma | Canyon-SRAM Racing                 | + 4' 14"   |
| 7. | Elisa Longo Borghini | Trek-Segafredo                     | + 4' 35"   |
| 8. | Floortje Mackaij     | Team DSM                           | + 4' 46"   |
| 9. | Blanka Kata Vas      | SD Worx                            | + 5' 07"   |
| 10. | Pauliena Rooijakkers | Liv Racing                         | + 7' 30"   |

### 4. etape
| As Pontes de García Rodríguez - Santiago de Compostela | flad etape | (107,4 km) |

| \| Etaperesultat \| Etaperesultat \| Etaperesultat \| Etaperesultat \| Etaperesultat \| \| Rytter \| Rytter \| Hold \| Tid \| \| \| ------------- \| -------------------- \| ----------------------- \| ------------- \| ------------- \| \| 1. \| Lotte Kopecky \| Liv Racing \| 2t 29' 37" \| \| \| 2. \| Elisa Longo Borghini \| Trek-Segafredo \| + 0" \| \| \| 3. \| Anna Henderson \| Jumbo-Visma Women Team \| + 4" \| \| \| 4. \| Blanka Kata Vas \| SD Worx \| + 6" \| \| \| 5. \| Silvia Zanardi \| Bepink \| + 6" \| \| \| 6. \| Elisa Balsamo \| Valcar-Travel & Service \| + 6" \| \| \| 7. \| Katarzyna Niewiadoma \| Canyon-SRAM Racing \| + 6" \| \| \| 8. \| Liane Lippert \| Team DSM \| + 8" \| \| \| 9. \| Floortje Mackaij \| Team DSM \| + 8" \| \| \| 10. \| Riejanne Markus \| Jumbo-Visma Women Team \| + 8" \| \| |                      |                         |            |
| |                      |                         |            |
| Kilde: ProCyclingStats |                      |                         |            |
| Etaperesultat |                      |                         |            |
| Rytter | Rytter               | Hold                    | Tid        |
| 1. | Lotte Kopecky        | Liv Racing              | 2t 29' 37" |
| 2. | Elisa Longo Borghini | Trek-Segafredo          | + 0"       |
| 3. | Anna Henderson       | Jumbo-Visma Women Team  | + 4"       |
| 4. | Blanka Kata Vas      | SD Worx                 | + 6"       |
| 5. | Silvia Zanardi       | Bepink                  | + 6"       |
| 6. | Elisa Balsamo        | Valcar-Travel & Service | + 6"       |
| 7. | Katarzyna Niewiadoma | Canyon-SRAM Racing      | + 6"       |
| 8. | Liane Lippert        | Team DSM                | + 8"       |
| 9. | Floortje Mackaij     | Team DSM                | + 8"       |
| 10. | Riejanne Markus      | Jumbo-Visma Women Team  | + 8"       |

## Samlet klassement
| \| Samlede stilling \| Samlede stilling \| Samlede stilling \| Samlede stilling \| Samlede stilling \| \| Rytter \| Rytter \| Hold \| Tid \| \| \| ---------------- \| -------------------- \| ---------------------------------- \| ---------------- \| ---------------- \| \| 1. \| Annemiek van Vleuten \| Movistar Team \| 8t 40' 18" \| \| \| 2. \| Marlen Reusser \| Alé BTC Ljubljana \| + 1' 34" \| \| \| 3. \| Elise Chabbey \| Canyon-SRAM Racing \| + 3' 12" \| \| \| 4. \| Marta Cavalli \| FDJ-Nouvelle Aquitaine-Futuroscope \| + 3' 30" \| \| \| 5. \| Liane Lippert \| Team DSM \| + 3' 59" \| \| \| 6. \| Katarzyna Niewiadoma \| Canyon-SRAM Racing \| + 4' 04" \| \| \| 7. \| Elisa Longo Borghini \| Trek-Segafredo \| + 4' 13" \| \| \| 8. \| Floortje Mackaij \| Team DSM \| + 4' 38" \| \| \| 9. \| Blanka Kata Vas \| SD Worx \| + 4' 57" \| \| \| 10. \| Pauliena Rooijakkers \| Liv Racing \| + 7' 58" \| \| |                      |                                    |            |
| |                      |                                    |            |
| Kilde: ProCyclingStats |                      |                                    |            |
| Samlede stilling |                      |                                    |            |
| Rytter | Rytter               | Hold                               | Tid        |
| 1. | Annemiek van Vleuten | Movistar Team                      | 8t 40' 18" |
| 2. | Marlen Reusser       | Alé BTC Ljubljana                  | + 1' 34"   |
| 3. | Elise Chabbey        | Canyon-SRAM Racing                 | + 3' 12"   |
| 4. | Marta Cavalli        | FDJ-Nouvelle Aquitaine-Futuroscope | + 3' 30"   |
| 5. | Liane Lippert        | Team DSM                           | + 3' 59"   |
| 6. | Katarzyna Niewiadoma | Canyon-SRAM Racing                 | + 4' 04"   |
| 7. | Elisa Longo Borghini | Trek-Segafredo                     | + 4' 13"   |
| 8. | Floortje Mackaij     | Team DSM                           | + 4' 38"   |
| 9. | Blanka Kata Vas      | SD Worx                            | + 4' 57"   |
| 10. | Pauliena Rooijakkers | Liv Racing                         | + 7' 58"   |

### Pointkonkurrencen
| Pointkonkurrence | Pointkonkurrence     | Pointkonkurrence        | Pointkonkurrence | Pointkonkurrence |
| Rytter           | Rytter               | Hold                    | Point            |                  |
| ---------------- | -------------------- | ----------------------- | ---------------- | ---------------- |
| 1.               | Lotte Kopecky        | Liv Racing              | 38 point         |                  |
| 2.               | Elisa Longo Borghini | Trek-Segafredo          | 34 point         |                  |
| 3.               | Marlen Reusser       | Alé BTC Ljubljana       | 32 point         |                  |
| 4.               | Anna Henderson       | Jumbo-Visma Women Team  | 31 point         |                  |
| 5.               | Elise Chabbey        | Canyon-SRAM Racing      | 29 point         |                  |
| 6.               | Liane Lippert        | Team DSM                | 28 point         |                  |
| 7.               | Elisa Balsamo        | Valcar-Travel & Service | 28 point         |                  |
| 8.               | Annemiek van Vleuten | Movistar Team           | 25 point         |                  |
| 9.               | Katarzyna Niewiadoma | Canyon-SRAM Racing      | 25 point         |                  |
| 10.              | Floortje Mackaij     | Team DSM                | 25 point         |                  |

### Ungdomskonkurrencen
| Ungdomskonkurrence | Ungdomskonkurrence | Ungdomskonkurrence | Ungdomskonkurrence | Ungdomskonkurrence |
| Rytter             | Rytter             | Hold               | Tid                |                    |
| ------------------ | ------------------ | ------------------ | ------------------ | ------------------ |

## Hold og ryttere
| translation for headoftableIII_translate index 58 not found (9)- SD Worx - Movistar Team - Trek-Segafredo - FDJ-Nouvelle Aquitaine-Futuroscope - Liv Racing - Alé BTC Ljubljana - Canyon-SRAM Racing - Team BikeExchange - Team DSM UCI Women's Kontinentalhold (14)- Jumbo-Visma - Ceratizit-WNT Pro Cycling - Valcar-Travel & Service - Team Tibco-Silicon Valley Bank - Massi Tactic - Eneicat-RBH Global-Martin Villa - BePink - Instafund Racing - Hitec Products - Bizkaia-Durango - Farto-BTC - Sopela - Río Miera-Cantabria Deporte - Laboral Kutxa-Fundacion Euskadi Regional- og klubhold- World Cycling Centre |
| |

### Startliste
| SD Worx SDW | SD Worx SDW                                          | SD Worx SDW |
| ----------- | ---------------------------------------------------- | ----------- |
| Nr.         | Rytter                                               | Placering   |
| 1           | Karol-Ann Canuel (CAN)                               | 44.         |
| 2           | Anna Shackley (GBR)                                  | 24.         |
| 3           | Anna van der Breggen (NED) (landevej og enkeltstart) | 58.         |
| 4           | Ashleigh Moolman-Pasio (RSA)                         | 14.         |
| 5           | Niamh Fisher-Black (NZL)                             | DNS-3       |
| 6           | Blanka Kata Vas (HUN) (landevej og enkeltstart)      | 9.          |

| Movistar Team MOV | Movistar Team MOV                     | Movistar Team MOV |
| ----------------- | ------------------------------------- | ----------------- |
| Nr.               | Rytter                                | Placering         |
| 11                | Sheyla Gutiérrez (ESP)                | 59.               |
| 12                | Lourdes Oyarbide (ESP)                | 46.               |
| 13                | Leah Thomas (USA)                     | 11.               |
| 14                | Annemiek van Vleuten (NED) (landevej) | 1.                |
| 15                | Sara Martín Martín (ESP)              | 31.               |
| 16                | Paula Patiño (COL)                    | 43.               |

| Trek-Segafredo TFS | Trek-Segafredo TFS                                   | Trek-Segafredo TFS |
| ------------------ | ---------------------------------------------------- | ------------------ |
| Nr.                | Rytter                                               | Placering          |
| 21                 | Elisa Longo Borghini (ITA) (landevej og enkeltstart) | 7.                 |
| 22                 | Ellen van Dijk (NED)                                 | 12.                |
| 23                 | Audrey Cordon-Ragot (FRA) (enkeltstart)              | DNF-4              |
| 24                 | Amalie Dideriksen (DEN) (landevej)                   | 103.               |
| 25                 | Shirin van Anrooij (NED)                             | 60.                |
| 26                 | Tayler Wiles (USA)                                   | 23.                |

| FDJ-Nouvelle Aquitaine-Futuroscope FDJ | FDJ-Nouvelle Aquitaine-Futuroscope FDJ | FDJ-Nouvelle Aquitaine-Futuroscope FDJ |
| -------------------------------------- | -------------------------------------- | -------------------------------------- |
| Nr.                                    | Rytter                                 | Placering                              |
| 31                                     | Marta Cavalli (ITA)                    | 4.                                     |
| 32                                     | Victorie Guilman (FRA)                 | 35.                                    |
| 33                                     | Stine Borgli (NOR)                     | 71.                                    |
| 34                                     | Évita Muzic (FRA) (landevej)           | 19.                                    |
| 36                                     | Marie Le Net (FRA)                     | 41.                                    |

| Liv Racing LIV | Liv Racing LIV                                | Liv Racing LIV |
| -------------- | --------------------------------------------- | -------------- |
| Nr.            | Rytter                                        | Placering      |
| 41             | Sofia Bertizzolo (ITA)                        | 32.            |
| 42             | Alison Jackson (CAN)                          | 57.            |
| 43             | Lotte Kopecky (BEL) (landevej og enkeltstart) | 18.            |
| 44             | Jeanne Korevaar (NED)                         | 42.            |
| 45             | Valerie Demey (BEL)                           | 82.            |
| 46             | Pauliena Rooijakkers (NED)                    | 10.            |

| Alé BTC Ljubljana ALE | Alé BTC Ljubljana ALE                          | Alé BTC Ljubljana ALE |
| --------------------- | ---------------------------------------------- | --------------------- |
| Nr.                   | Rytter                                         | Placering             |
| 52                    | Tatiana Guderzo (ITA)                          | 38.                   |
| 53                    | Mavi García (ESP) (landevej og enkeltstart)    | 21.                   |
| 54                    | Urša Pintar (SLO)                              | DNF-4                 |
| 55                    | Eugenia Bujak (SLO) (landevej og enkeltstart)  | 36.                   |
| 56                    | Marlen Reusser (SUI) (landevej og enkeltstart) | 2.                    |

| Canyon-SRAM Racing CSR | Canyon-SRAM Racing CSR     | Canyon-SRAM Racing CSR |
| ---------------------- | -------------------------- | ---------------------- |
| Nr.                    | Rytter                     | Placering              |
| 61                     | Alena Amjaljusik (BLR)     | 20.                    |
| 62                     | Tiffany Cromwell (AUS)     | 76.                    |
| 63                     | Mikayla Harvey (NZL)       | 33.                    |
| 64                     | Katarzyna Niewiadoma (POL) | 6.                     |
| 65                     | Elise Chabbey (SUI)        | 3.                     |
| 66                     | Hannah Ludwig (GER)        | 26.                    |

| Jumbo-Visma Women Team TJV | Jumbo-Visma Women Team TJV | Jumbo-Visma Women Team TJV |
| -------------------------- | -------------------------- | -------------------------- |
| Nr.                        | Rytter                     | Placering                  |
| 71                         | Riejanne Markus (NED)      | 15.                        |
| 72                         | Aafke Soet (NED)           | 77.                        |
| 73                         | Jip van den Bos (NED)      | 107.                       |
| 74                         | Nancy Van Der Burg (NED)   | DNF-1                      |
| 75                         | Anna Henderson (GBR)       | 25.                        |
| 76                         | Amber Kraak (NED)          | 22.                        |

| Team BikeExchange BEX | Team BikeExchange BEX | Team BikeExchange BEX |
| --------------------- | --------------------- | --------------------- |
| Nr.                   | Rytter                | Placering             |
| 81                    | Janneke Ensing (NED)  | 29.                   |
| 82                    | Ane Santesteban (ESP) | 13.                   |
| 83                    | Amanda Spratt (AUS)   | 49.                   |
| 84                    | Urška Žigart (SLO)    | 45.                   |
| 85                    | Lucy Kennedy (AUS)    | 34.                   |

| Team DSM DSM | Team DSM DSM           | Team DSM DSM |
| ------------ | ---------------------- | ------------ |
| Nr.          | Rytter                 | Placering    |
| 91           | Leah Kirchmann (CAN)   | 73.          |
| 92           | Liane Lippert (GER)    | 5.           |
| 93           | Floortje Mackaij (NED) | 8.           |
| 94           | Coryn Rivera (USA)     | DNF-3        |
| 95           | Juliette Labous (FRA)  | DNF-3        |
| 96           | Megan Jastrab (USA)    | DNF-1        |

| Ceratizit-WNT Pro Cycling WNT | Ceratizit-WNT Pro Cycling WNT                  | Ceratizit-WNT Pro Cycling WNT |
| ----------------------------- | ---------------------------------------------- | ----------------------------- |
| Nr.                           | Rytter                                         | Placering                     |
| 101                           | Lisa Brennauer (GER) (landevej og enkeltstart) | 53.                           |
| 103                           | Kathrin Hammes (GER)                           | 69.                           |
| 104                           | Erica Magnaldi (ITA)                           | 16.                           |
| 106                           | Laura Asencio (FRA)                            | DNF-4                         |

| Valcar-Travel & Service VAL | Valcar-Travel & Service VAL | Valcar-Travel & Service VAL |
| --------------------------- | --------------------------- | --------------------------- |
| Nr.                         | Rytter                      | Placering                   |
| 111                         | Elisa Balsamo (ITA)         | 28.                         |
| 112                         | Barbara Malcotti (ITA)      | 61.                         |
| 113                         | Federica Piergiovanni (ITA) | 66.                         |
| 114                         | Elena Pirrone (ITA)         | 27.                         |
| 115                         | Ilaria Sanguineti (ITA)     | 51.                         |
| 116                         | Vittoria Guazzini (ITA)     | 37.                         |

| Tibco-Silicon Valley Bank TIB | Tibco-Silicon Valley Bank TIB | Tibco-Silicon Valley Bank TIB |
| ----------------------------- | ----------------------------- | ----------------------------- |
| Nr.                           | Rytter                        | Placering                     |
| 121                           | Nina Kessler (NED)            | 84.                           |
| 122                           | Diana Peñuela (COL)           | 88.                           |
| 123                           | Tanja Erath (GER)             | DNF-4                         |
| 124                           | Eri Yonamine (JPN)            | DNF-4                         |
| 125                           | Kristen Faulkner (USA)        | DNF-3                         |
| 126                           | Abi Smith (GBR)               | 17.                           |

| Massi Tactic MAT | Massi Tactic MAT             | Massi Tactic MAT |
| ---------------- | ---------------------------- | ---------------- |
| Nr.              | Rytter                       | Placering        |
| 131              | Vita Heine (NOR) (landevej)  | 70.              |
| 132              | Špela Kern (SLO)             | 39.              |
| 133              | Mireia Benito (ESP)          | 56.              |
| 134              | Martina Moreno Monteys (ESP) | 40.              |
| 135              | Olivia Baril (CAN)           | DNS-3            |
| 136              | Maaike Coljé (NED)           | 48.              |

| Eneicat-RBH EIC | Eneicat-RBH EIC       | Eneicat-RBH EIC |
| --------------- | --------------------- | --------------- |
| Nr.             | Rytter                | Placering       |
| 141             | Silvia Zúñiga (ESP)   | 104.            |
| 142             | Ziortza Isasi (ESP)   | 75.             |
| 143             | Lija Laizāne (LAT)    | 67.             |
| 145             | Julia Biryukova (UKR) | 65.             |
| 146             | Katia Martinez (MEX)  | DNF-4           |

| Bepink BPK | Bepink BPK              | Bepink BPK |
| ---------- | ----------------------- | ---------- |
| Nr.        | Rytter                  | Placering  |
| 151        | Michaela Drummond (NZL) | 30.        |
| 152        | Silvia Valsecchi (ITA)  | 111.       |
| 153        | Silvia Zanardi (ITA)    | 63.        |
| 154        | Lara Crestanello (ITA)  | 87.        |
| 155        | Matilde Vitillo (ITA)   | 64.        |
| 156        | Prisca Savi (ITA)       | 108.       |

| Instafund Racing ILP | Instafund Racing ILP   | Instafund Racing ILP |
| -------------------- | ---------------------- | -------------------- |
| Nr.                  | Rytter                 | Placering            |
| 161                  | Isabella Bertold (CAN) | 86.                  |
| 162                  | Caroline Baur (SUI)    | 85.                  |
| 163                  | Holly Henry (CAN)      | 54.                  |
| 164                  | Dorka Jordan (HUN)     | 100.                 |
| 165                  | Rachel Langdon (GBR)   | DNF-1                |

| World Cycling Centre WCC | World Cycling Centre WCC          | World Cycling Centre WCC |
| ------------------------ | --------------------------------- | ------------------------ |
| Nr.                      | Rytter                            | Placering                |
| 171                      | Antri Christoforou (CYP)          | 106.                     |
| 172                      | Małgorzata Jasińska (POL)         | 78.                      |
| 173                      | Tereza Neumanová (CZE) (landevej) | 83.                      |
| 174                      | Luciana Roland (ARG)              | 101.                     |
| 175                      | Alessia Vigilia (ITA)             | DNF-4                    |
| 176                      | Nofar Maoz (ISR)                  | DNF-4                    |

| Coop-Hitec Products HPU | Coop-Hitec Products HPU | Coop-Hitec Products HPU |
| ----------------------- | ----------------------- | ----------------------- |
| Nr.                     | Rytter                  | Placering               |
| 181                     | Ingvild Gåskjenn (NOR)  | 52.                     |
| 182                     | Mieke Kröger (GER)      | 95.                     |
| 183                     | Christa Riffel (GER)    | HD-3                    |
| 184                     | Amalie Lutro (NOR)      | 89.                     |
| 185                     | Josie Nelson (GBR)      | 109.                    |
| 186                     | Ane Iversen (NOR)       | 90.                     |

| Bizkaia-Durango BDP | Bizkaia-Durango BDP          | Bizkaia-Durango BDP |
| ------------------- | ---------------------------- | ------------------- |
| Nr.                 | Rytter                       | Placering           |
| 191                 | Lucía González Blanco (ESP)  | 72.                 |
| 192                 | Sandra Alonso (ESP)          | 74.                 |
| 193                 | Mercedes Carmona Ramos (ESP) | 79.                 |
| 194                 | Ariana Gilabert (ESP)        | 105.                |
| 195                 | Amaia Lartitegi (ESP)        | 99.                 |
| 196                 | Nadine Gill (GER)            | 55.                 |

| Farto-BTC FAR | Farto-BTC FAR                 | Farto-BTC FAR |
| ------------- | ----------------------------- | ------------- |
| Nr.           | Rytter                        | Placering     |
| 201           | Anna Pujol (ESP)              | DNF-4         |
| 202           | Enara López Gallastegi (ESP)  | 92.           |
| 203           | Carla Fernandez Torres (ESP)  | DNF-3         |
| 204           | Liliana Jesus (POR)           | DNF-4         |
| 205           | Maria Del Pilar Jimenez (ESP) | DNF-3         |
| 206           | Melissa Maia (POR)            | 81.           |

| Sopela Women's Team SWT | Sopela Women's Team SWT        | Sopela Women's Team SWT |
| ----------------------- | ------------------------------ | ----------------------- |
| Nr.                     | Rytter                         | Placering               |
| 211                     | Sofia Rodríguez (ESP)          | 96.                     |
| 212                     | Naia Amondarain Gazañaga (ESP) | 93.                     |
| 213                     | Natalia Saiz (ESP)             | 110.                    |
| 214                     | Claire Steels (GBR)            | 62.                     |
| 215                     | Ines Cantera (ESP)             | 47.                     |
| 216                     | Maria Banlles Santamaria (ESP) | DNF-4                   |

| Río Miera-Cantabria Deporte RMC | Río Miera-Cantabria Deporte RMC | Río Miera-Cantabria Deporte RMC |
| ------------------------------- | ------------------------------- | ------------------------------- |
| Nr.                             | Rytter                          | Placering                       |
| 221                             | Isabel Martin (ESP)             | 102.                            |
| 222                             | Carolina Esteban (ESP)          | 98.                             |
| 223                             | Aida Nuño Palacio (ESP)         | 80.                             |
| 224                             | Susana Perez Conejero (ESP)     | 91.                             |
| 225                             | Eva Anguela Yágüez (ESP)        | DNF                             |
| 226                             | Irene Mendez (ESP)              | 68.                             |

| Laboral Kutxa-Fundación Euskadi LKF | Laboral Kutxa-Fundación Euskadi LKF | Laboral Kutxa-Fundación Euskadi LKF |
| ----------------------------------- | ----------------------------------- | ----------------------------------- |
| Nr.                                 | Rytter                              | Placering                           |
| 231                                 | Eukene Larrarte Arteaga (ESP)       | 97.                                 |
| 232                                 | Idoia Eraso (ESP)                   | 50.                                 |
| 233                                 | Ainhize Barrainkua (ESP)            | DNF-4                               |
| 234                                 | Irantzu Beloki (ESP)                | 94.                                 |
| 235                                 | Tania Calvo (ESP)                   | DNF-1                               |
| 236                                 | Garazi Estevez (ESP)                | DNF-4                               |

| SD Worx SDW | SD Worx SDW                                          | SD Worx SDW |
| ----------- | ---------------------------------------------------- | ----------- |
| Nr.         | Rytter                                               | Placering   |
| 1           | Karol-Ann Canuel (CAN)                               | 44.         |
| 2           | Anna Shackley (GBR)                                  | 24.         |
| 3           | Anna van der Breggen (NED) (landevej og enkeltstart) | 58.         |
| 4           | Ashleigh Moolman-Pasio (RSA)                         | 14.         |
| 5           | Niamh Fisher-Black (NZL)                             | DNS-3       |
| 6           | Blanka Kata Vas (HUN) (landevej og enkeltstart)      | 9.          |

| Movistar Team MOV | Movistar Team MOV                     | Movistar Team MOV |
| ----------------- | ------------------------------------- | ----------------- |
| Nr.               | Rytter                                | Placering         |
| 11                | Sheyla Gutiérrez (ESP)                | 59.               |
| 12                | Lourdes Oyarbide (ESP)                | 46.               |
| 13                | Leah Thomas (USA)                     | 11.               |
| 14                | Annemiek van Vleuten (NED) (landevej) | 1.                |
| 15                | Sara Martín Martín (ESP)              | 31.               |
| 16                | Paula Patiño (COL)                    | 43.               |

| Trek-Segafredo TFS | Trek-Segafredo TFS                                   | Trek-Segafredo TFS |
| ------------------ | ---------------------------------------------------- | ------------------ |
| Nr.                | Rytter                                               | Placering          |
| 21                 | Elisa Longo Borghini (ITA) (landevej og enkeltstart) | 7.                 |
| 22                 | Ellen van Dijk (NED)                                 | 12.                |
| 23                 | Audrey Cordon-Ragot (FRA) (enkeltstart)              | DNF-4              |
| 24                 | Amalie Dideriksen (DEN) (landevej)                   | 103.               |
| 25                 | Shirin van Anrooij (NED)                             | 60.                |
| 26                 | Tayler Wiles (USA)                                   | 23.                |

| FDJ-Nouvelle Aquitaine-Futuroscope FDJ | FDJ-Nouvelle Aquitaine-Futuroscope FDJ | FDJ-Nouvelle Aquitaine-Futuroscope FDJ |
| -------------------------------------- | -------------------------------------- | -------------------------------------- |
| Nr.                                    | Rytter                                 | Placering                              |
| 31                                     | Marta Cavalli (ITA)                    | 4.                                     |
| 32                                     | Victorie Guilman (FRA)                 | 35.                                    |
| 33                                     | Stine Borgli (NOR)                     | 71.                                    |
| 34                                     | Évita Muzic (FRA) (landevej)           | 19.                                    |
| 36                                     | Marie Le Net (FRA)                     | 41.                                    |

| Liv Racing LIV | Liv Racing LIV                                | Liv Racing LIV |
| -------------- | --------------------------------------------- | -------------- |
| Nr.            | Rytter                                        | Placering      |
| 41             | Sofia Bertizzolo (ITA)                        | 32.            |
| 42             | Alison Jackson (CAN)                          | 57.            |
| 43             | Lotte Kopecky (BEL) (landevej og enkeltstart) | 18.            |
| 44             | Jeanne Korevaar (NED)                         | 42.            |
| 45             | Valerie Demey (BEL)                           | 82.            |
| 46             | Pauliena Rooijakkers (NED)                    | 10.            |

| Alé BTC Ljubljana ALE | Alé BTC Ljubljana ALE                          | Alé BTC Ljubljana ALE |
| --------------------- | ---------------------------------------------- | --------------------- |
| Nr.                   | Rytter                                         | Placering             |
| 52                    | Tatiana Guderzo (ITA)                          | 38.                   |
| 53                    | Mavi García (ESP) (landevej og enkeltstart)    | 21.                   |
| 54                    | Urša Pintar (SLO)                              | DNF-4                 |
| 55                    | Eugenia Bujak (SLO) (landevej og enkeltstart)  | 36.                   |
| 56                    | Marlen Reusser (SUI) (landevej og enkeltstart) | 2.                    |

| Canyon-SRAM Racing CSR | Canyon-SRAM Racing CSR     | Canyon-SRAM Racing CSR |
| ---------------------- | -------------------------- | ---------------------- |
| Nr.                    | Rytter                     | Placering              |
| 61                     | Alena Amjaljusik (BLR)     | 20.                    |
| 62                     | Tiffany Cromwell (AUS)     | 76.                    |
| 63                     | Mikayla Harvey (NZL)       | 33.                    |
| 64                     | Katarzyna Niewiadoma (POL) | 6.                     |
| 65                     | Elise Chabbey (SUI)        | 3.                     |
| 66                     | Hannah Ludwig (GER)        | 26.                    |

| Jumbo-Visma Women Team TJV | Jumbo-Visma Women Team TJV | Jumbo-Visma Women Team TJV |
| -------------------------- | -------------------------- | -------------------------- |
| Nr.                        | Rytter                     | Placering                  |
| 71                         | Riejanne Markus (NED)      | 15.                        |
| 72                         | Aafke Soet (NED)           | 77.                        |
| 73                         | Jip van den Bos (NED)      | 107.                       |
| 74                         | Nancy Van Der Burg (NED)   | DNF-1                      |
| 75                         | Anna Henderson (GBR)       | 25.                        |
| 76                         | Amber Kraak (NED)          | 22.                        |

| Team BikeExchange BEX | Team BikeExchange BEX | Team BikeExchange BEX |
| --------------------- | --------------------- | --------------------- |
| Nr.                   | Rytter                | Placering             |
| 81                    | Janneke Ensing (NED)  | 29.                   |
| 82                    | Ane Santesteban (ESP) | 13.                   |
| 83                    | Amanda Spratt (AUS)   | 49.                   |
| 84                    | Urška Žigart (SLO)    | 45.                   |
| 85                    | Lucy Kennedy (AUS)    | 34.                   |

| Team DSM DSM | Team DSM DSM           | Team DSM DSM |
| ------------ | ---------------------- | ------------ |
| Nr.          | Rytter                 | Placering    |
| 91           | Leah Kirchmann (CAN)   | 73.          |
| 92           | Liane Lippert (GER)    | 5.           |
| 93           | Floortje Mackaij (NED) | 8.           |
| 94           | Coryn Rivera (USA)     | DNF-3        |
| 95           | Juliette Labous (FRA)  | DNF-3        |
| 96           | Megan Jastrab (USA)    | DNF-1        |

| Ceratizit-WNT Pro Cycling WNT | Ceratizit-WNT Pro Cycling WNT                  | Ceratizit-WNT Pro Cycling WNT |
| ----------------------------- | ---------------------------------------------- | ----------------------------- |
| Nr.                           | Rytter                                         | Placering                     |
| 101                           | Lisa Brennauer (GER) (landevej og enkeltstart) | 53.                           |
| 103                           | Kathrin Hammes (GER)                           | 69.                           |
| 104                           | Erica Magnaldi (ITA)                           | 16.                           |
| 106                           | Laura Asencio (FRA)                            | DNF-4                         |

| Valcar-Travel & Service VAL | Valcar-Travel & Service VAL | Valcar-Travel & Service VAL |
| --------------------------- | --------------------------- | --------------------------- |
| Nr.                         | Rytter                      | Placering                   |
| 111                         | Elisa Balsamo (ITA)         | 28.                         |
| 112                         | Barbara Malcotti (ITA)      | 61.                         |
| 113                         | Federica Piergiovanni (ITA) | 66.                         |
| 114                         | Elena Pirrone (ITA)         | 27.                         |
| 115                         | Ilaria Sanguineti (ITA)     | 51.                         |
| 116                         | Vittoria Guazzini (ITA)     | 37.                         |

| Tibco-Silicon Valley Bank TIB | Tibco-Silicon Valley Bank TIB | Tibco-Silicon Valley Bank TIB |
| ----------------------------- | ----------------------------- | ----------------------------- |
| Nr.                           | Rytter                        | Placering                     |
| 121                           | Nina Kessler (NED)            | 84.                           |
| 122                           | Diana Peñuela (COL)           | 88.                           |
| 123                           | Tanja Erath (GER)             | DNF-4                         |
| 124                           | Eri Yonamine (JPN)            | DNF-4                         |
| 125                           | Kristen Faulkner (USA)        | DNF-3                         |
| 126                           | Abi Smith (GBR)               | 17.                           |

| Massi Tactic MAT | Massi Tactic MAT             | Massi Tactic MAT |
| ---------------- | ---------------------------- | ---------------- |
| Nr.              | Rytter                       | Placering        |
| 131              | Vita Heine (NOR) (landevej)  | 70.              |
| 132              | Špela Kern (SLO)             | 39.              |
| 133              | Mireia Benito (ESP)          | 56.              |
| 134              | Martina Moreno Monteys (ESP) | 40.              |
| 135              | Olivia Baril (CAN)           | DNS-3            |
| 136              | Maaike Coljé (NED)           | 48.              |

| Eneicat-RBH EIC | Eneicat-RBH EIC       | Eneicat-RBH EIC |
| --------------- | --------------------- | --------------- |
| Nr.             | Rytter                | Placering       |
| 141             | Silvia Zúñiga (ESP)   | 104.            |
| 142             | Ziortza Isasi (ESP)   | 75.             |
| 143             | Lija Laizāne (LAT)    | 67.             |
| 145             | Julia Biryukova (UKR) | 65.             |
| 146             | Katia Martinez (MEX)  | DNF-4           |

| Bepink BPK | Bepink BPK              | Bepink BPK |
| ---------- | ----------------------- | ---------- |
| Nr.        | Rytter                  | Placering  |
| 151        | Michaela Drummond (NZL) | 30.        |
| 152        | Silvia Valsecchi (ITA)  | 111.       |
| 153        | Silvia Zanardi (ITA)    | 63.        |
| 154        | Lara Crestanello (ITA)  | 87.        |
| 155        | Matilde Vitillo (ITA)   | 64.        |
| 156        | Prisca Savi (ITA)       | 108.       |

| Instafund Racing ILP | Instafund Racing ILP   | Instafund Racing ILP |
| -------------------- | ---------------------- | -------------------- |
| Nr.                  | Rytter                 | Placering            |
| 161                  | Isabella Bertold (CAN) | 86.                  |
| 162                  | Caroline Baur (SUI)    | 85.                  |
| 163                  | Holly Henry (CAN)      | 54.                  |
| 164                  | Dorka Jordan (HUN)     | 100.                 |
| 165                  | Rachel Langdon (GBR)   | DNF-1                |

| World Cycling Centre WCC | World Cycling Centre WCC          | World Cycling Centre WCC |
| ------------------------ | --------------------------------- | ------------------------ |
| Nr.                      | Rytter                            | Placering                |
| 171                      | Antri Christoforou (CYP)          | 106.                     |
| 172                      | Małgorzata Jasińska (POL)         | 78.                      |
| 173                      | Tereza Neumanová (CZE) (landevej) | 83.                      |
| 174                      | Luciana Roland (ARG)              | 101.                     |
| 175                      | Alessia Vigilia (ITA)             | DNF-4                    |
| 176                      | Nofar Maoz (ISR)                  | DNF-4                    |

| Coop-Hitec Products HPU | Coop-Hitec Products HPU | Coop-Hitec Products HPU |
| ----------------------- | ----------------------- | ----------------------- |
| Nr.                     | Rytter                  | Placering               |
| 181                     | Ingvild Gåskjenn (NOR)  | 52.                     |
| 182                     | Mieke Kröger (GER)      | 95.                     |
| 183                     | Christa Riffel (GER)    | HD-3                    |
| 184                     | Amalie Lutro (NOR)      | 89.                     |
| 185                     | Josie Nelson (GBR)      | 109.                    |
| 186                     | Ane Iversen (NOR)       | 90.                     |

| Bizkaia-Durango BDP | Bizkaia-Durango BDP          | Bizkaia-Durango BDP |
| ------------------- | ---------------------------- | ------------------- |
| Nr.                 | Rytter                       | Placering           |
| 191                 | Lucía González Blanco (ESP)  | 72.                 |
| 192                 | Sandra Alonso (ESP)          | 74.                 |
| 193                 | Mercedes Carmona Ramos (ESP) | 79.                 |
| 194                 | Ariana Gilabert (ESP)        | 105.                |
| 195                 | Amaia Lartitegi (ESP)        | 99.                 |
| 196                 | Nadine Gill (GER)            | 55.                 |

| Farto-BTC FAR | Farto-BTC FAR                 | Farto-BTC FAR |
| ------------- | ----------------------------- | ------------- |
| Nr.           | Rytter                        | Placering     |
| 201           | Anna Pujol (ESP)              | DNF-4         |
| 202           | Enara López Gallastegi (ESP)  | 92.           |
| 203           | Carla Fernandez Torres (ESP)  | DNF-3         |
| 204           | Liliana Jesus (POR)           | DNF-4         |
| 205           | Maria Del Pilar Jimenez (ESP) | DNF-3         |
| 206           | Melissa Maia (POR)            | 81.           |

| Sopela Women's Team SWT | Sopela Women's Team SWT        | Sopela Women's Team SWT |
| ----------------------- | ------------------------------ | ----------------------- |
| Nr.                     | Rytter                         | Placering               |
| 211                     | Sofia Rodríguez (ESP)          | 96.                     |
| 212                     | Naia Amondarain Gazañaga (ESP) | 93.                     |
| 213                     | Natalia Saiz (ESP)             | 110.                    |
| 214                     | Claire Steels (GBR)            | 62.                     |
| 215                     | Ines Cantera (ESP)             | 47.                     |
| 216                     | Maria Banlles Santamaria (ESP) | DNF-4                   |

| Río Miera-Cantabria Deporte RMC | Río Miera-Cantabria Deporte RMC | Río Miera-Cantabria Deporte RMC |
| ------------------------------- | ------------------------------- | ------------------------------- |
| Nr.                             | Rytter                          | Placering                       |
| 221                             | Isabel Martin (ESP)             | 102.                            |
| 222                             | Carolina Esteban (ESP)          | 98.                             |
| 223                             | Aida Nuño Palacio (ESP)         | 80.                             |
| 224                             | Susana Perez Conejero (ESP)     | 91.                             |
| 225                             | Eva Anguela Yágüez (ESP)        | DNF                             |
| 226                             | Irene Mendez (ESP)              | 68.                             |

| Laboral Kutxa-Fundación Euskadi LKF | Laboral Kutxa-Fundación Euskadi LKF | Laboral Kutxa-Fundación Euskadi LKF |
| ----------------------------------- | ----------------------------------- | ----------------------------------- |
| Nr.                                 | Rytter                              | Placering                           |
| 231                                 | Eukene Larrarte Arteaga (ESP)       | 97.                                 |
| 232                                 | Idoia Eraso (ESP)                   | 50.                                 |
| 233                                 | Ainhize Barrainkua (ESP)            | DNF-4                               |
| 234                                 | Irantzu Beloki (ESP)                | 94.                                 |
| 235                                 | Tania Calvo (ESP)                   | DNF-1                               |
| 236                                 | Garazi Estevez (ESP)                | DNF-4                               |